# Янулис Дзимас
Йоанис (Янулис) Дзимас (на гръцки: Ιωάννης, Γιαννούλης Τζήμας) е гръцки андартски деец от Западна Македония.

## Биография
Дзимас е роден около 1865 година в тесалийското село Влахояни, тогава в Османската империя, днес в Гърция, в семейство от арумънската македонска паланка Самарина. Завършва гимназия в Янина и учи медицина в Атинския университет. В 1890 година се установява и практикува в западномакедонския град Хрупища. Активно участва в гръцката въоръжена пропаганда в Македония. Обявен е за агент от II ред. Участва в събирането на информация и в пренасянето на военно оборудване за гръцките чети.
Умира в 1917 година.